# Corpo di artiglieria israeliano
Il Corpo di artiglieria israeliano (in ebraico: חיל התותחנים, Heil HaTothanim) anche noto come Israeli Artillery Corps è l'unità delle forze di difesa israeliane responsabile per i compiti di artiglieria. Il corpo è anche noto come "Pillar of Fire". Attualmente il generale di brigata è David Savisa il quale è anche il responsabile di questo corpo.
Nei compiti dell'unità di artiglieria rientrano il bombardamento delle postazioni nemiche e l'appoggio delle unità di prima linea con la propria elevata potenza di fuoco. Il corpo fu concepito in base a due requisiti principali, quello di assistere le unità di prima linea e quello di distruggere con la propria potenza di fuoco unità nemiche anche nelle retrovie.
Il corpo di artiglieria è sotto il comando congiunto del GOC Army Headquarter. Il basco dei membri di questo corpo è di colore celeste.

## Storia
Il Corpo di artiglieria israeliano fu fondato il 12 marzo 1948. Il suo primo comandante fu il colonnello Yehuda Ginzburg, che fu a capo dei "Hagana". Nel maggio del 1948 fu poi sostituito dal colonnello Shmuel Admon. Nonostante il breve periodo durante il quale fu al comando di questo corpo, spetta al colonnello Ginzburg il merito di avere creato e organizzato questo corpo, il quale si impegnò per la fondazione di questo corpo già a partire dal 1947. La sua idea fu quella di creare delle unità di artiglieria che fossero inquadrate sotto i diversi comandi territoriali, argomentando che il passaggio ad uno stato indipendente israeliano avrebbe richiesto la creazione di una forza armata in particolare dotata di un corpo di artiglieria capace di affrontare le diverse minacce che si sarebbero presentate. Sempre secondo Ginzburg il corpo di artiglieria si sarebbe dovuto dividere almeno in tre unità distinte in modo da potere disporre tali unità a seconda delle necessità e a seconda delle aree di competenza. Tale suddivisione avrebbe consentito alle singole unità di supportare al meglio le unità al fronte.

## Attività

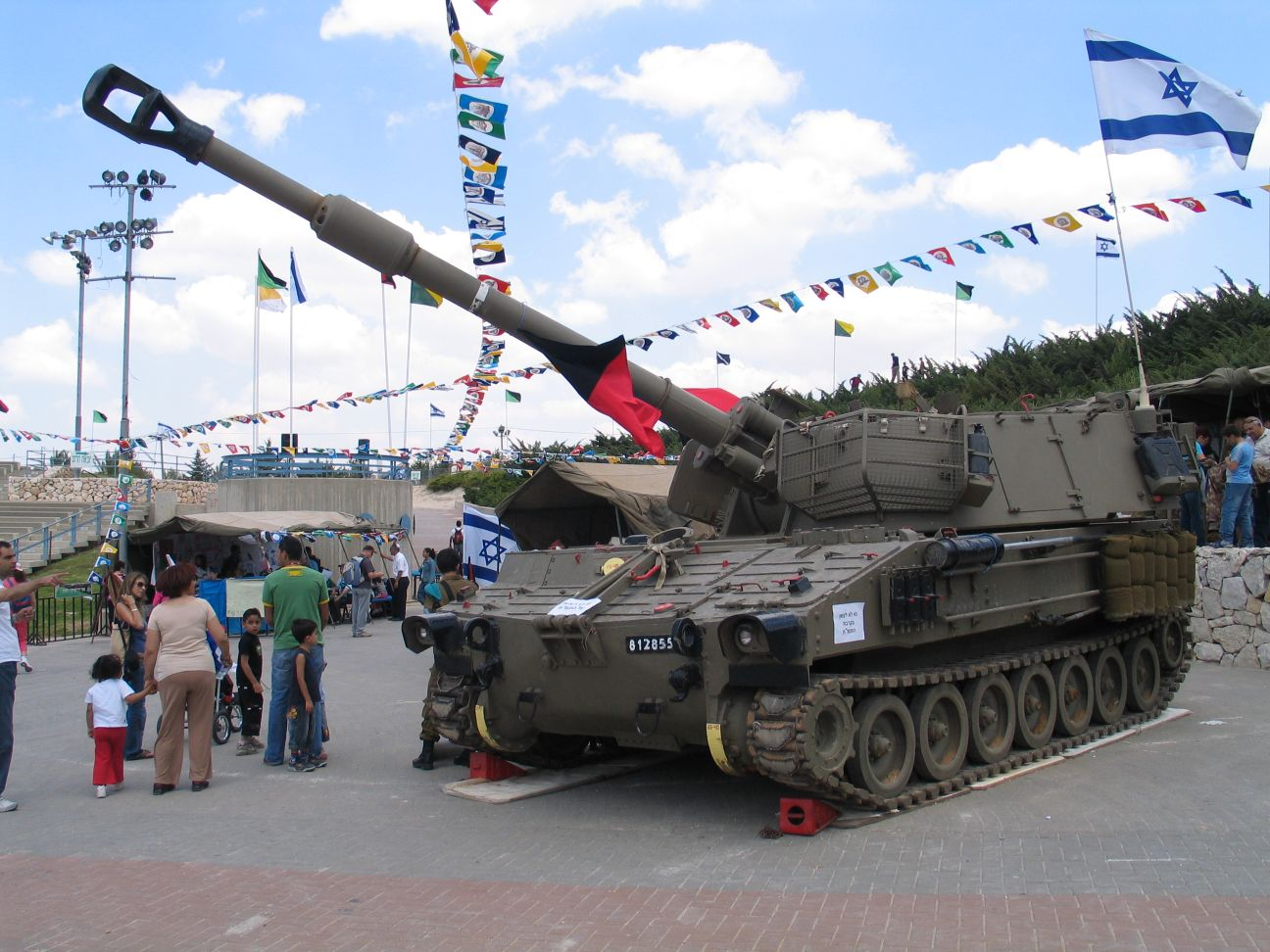
Un semovente M 109 israeliano del Corpo di artiglieria esposto ad una manifestazione

I primi membri di questo corpo furono dei volontari che avevano prestato servizio durante la seconda guerra mondiale nei diversi corpi di artiglieria, molti dei quali originari dal Regno Unito. Il Corpo fu impiegato fin dall'inizio in alcune delle battaglie più dure della guerra arabo israeliana del 1948, dove dimostrò la sua validità nonostante il proprio equipaggiamento obsoleto.
La prima campagna militare alla quale prese parte il Corpo di artiglieria israeliano al di fuori dei confini dello stato di Israele fu la crisi di Suez nel corso della quale la Francia fornì allo stato di Israele i primi pezzi di artiglieria da 155 mm.  Molti dei pezzi di artiglieria forniti però dovevano essere trainati da mezzi pesanti, ma nonostante lo scetticismo manifestato da parte di molti riguardo l'impiego di tali armi in uno scenario come quello del Sinai, dove il terreno impervio avrebbe dovuto rendere quasi impossibile l'impiego di obici di tali dimensioni, tali timori si rivelarono infondati. Il corpo riuscì a trasportare tutti gli obici in posizione, senza rallentare l'avanzata.
Durante la guerra dei sei giorni il corpo di artiglieria fu nuovamente impiegato in bombardamenti contro le postazioni nemiche, ma il periodo di impiego più intenso lo vide il corpo negli anni che precedettero la guerra del Yom Kippur. Durante questo periodo il corpo fu schierato lungo il confine con Egitto e Siria spesso a pochi chilometri di distanza dalle postazioni di artiglieria nemiche ed in alcuni casi persino a distanza visiva, come accadde lungo il canale di Suez.
Durante la guerra del Yom Kippur il corpo fu impiegato per rallentare l'avanzata delle forze armate egiziane e siriane e si trovò a operare in condizioni di inferiorità numerica. Così ad esempio le batterie israeliane schierate sulle alture del Golan nelle prime ore del conflitto erano solamente undici mentre quelle siriane erano oltre 156. Grazie all'impegno dei membri di questo corpo, le forze armate israeliane furono in grado di fermare l'avanzata nemica.
Da allora il corpo fu impiegato in tutti i conflitti armati ai quali prese parte lo stato di Israele. In particolare nel corso delle operazioni in Libano nel 1982 e nel 2006 il corpo d'artiglieria ebbe un ruolo cruciale con il compito di bombardare le postazioni dei terroristi Hezbollah.